# 月山
月山（がっさん、英: Mount Gassan）は、山形県の中央部、出羽丘陵の南部に位置する標高1,984mの火山。現在は噴火活動がない。
山域は磐梯朝日国立公園の特別区域に指定され、日本百名山、新日本百名山、花の百名山及び新・花の百名山に選定されている。また、山麓は月山山麓湧水群として名水百選、月山行人清水の森として水源の森百選にも選定されている。

## 概要

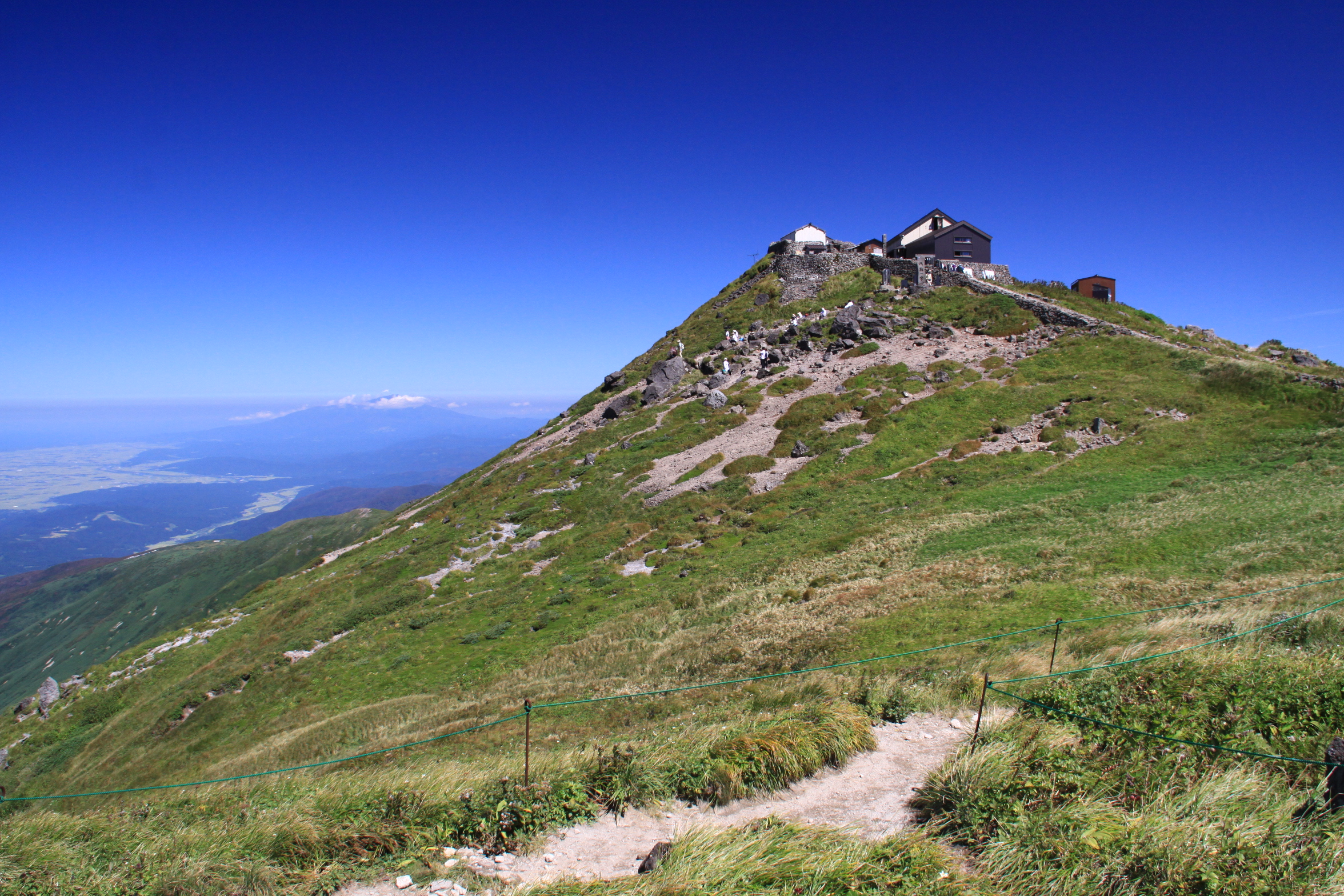
山頂の月山神社

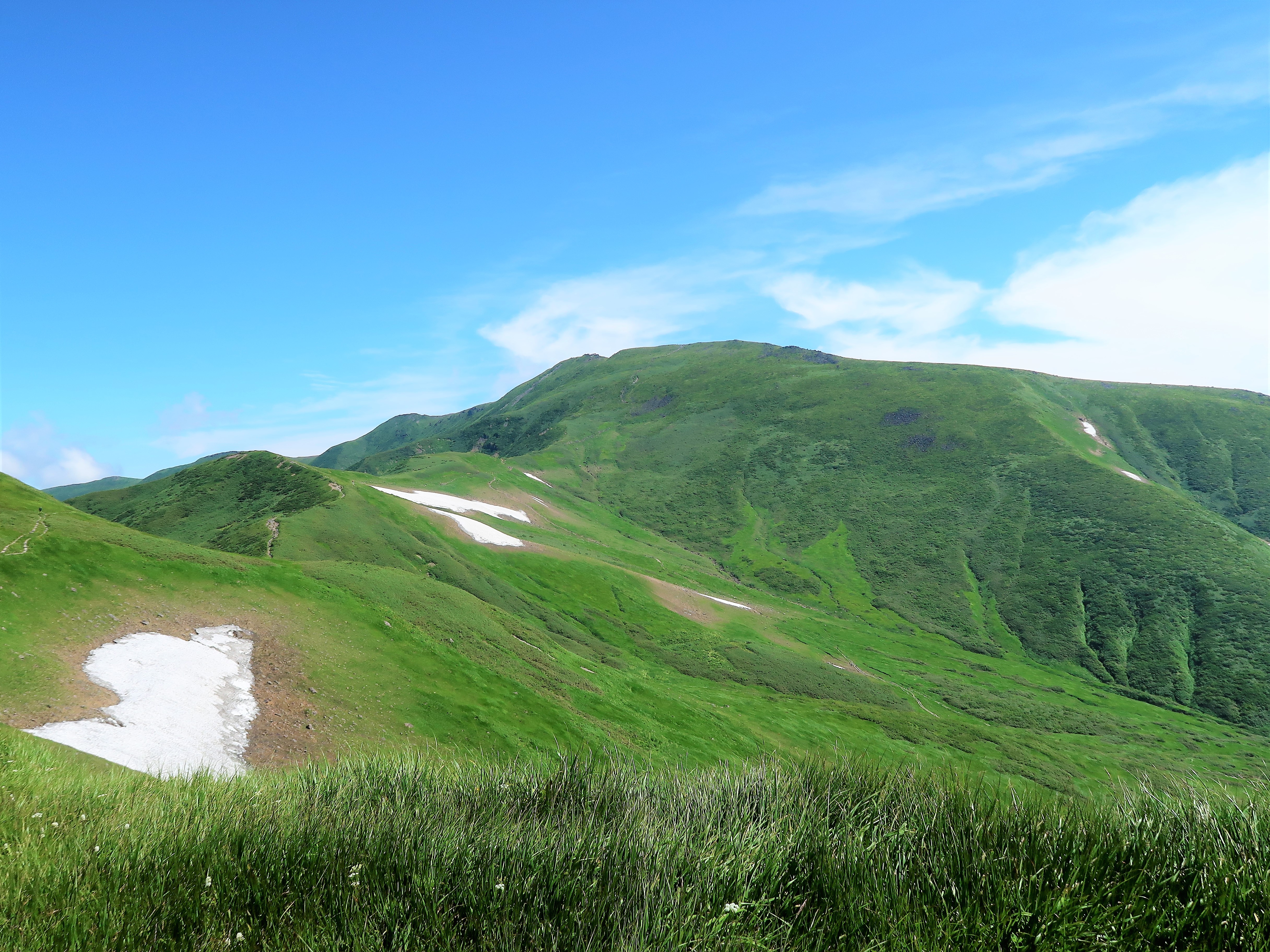
姥ヶ岳側から月山山頂

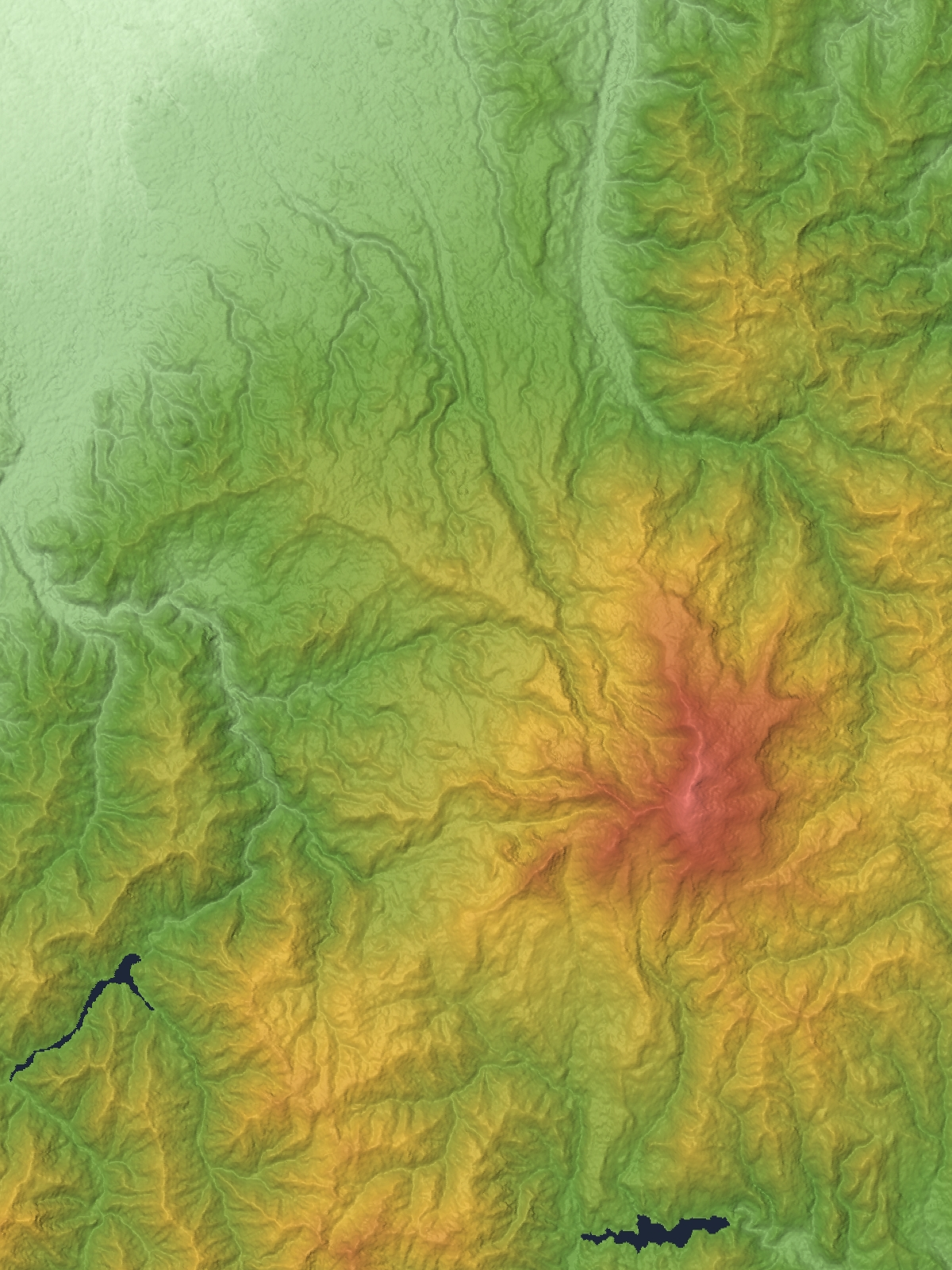
月山の火山体地形図

標高1,500mの湯殿山、418mの羽黒山とともに出羽三山のひとつに数えられ、修験者の山岳信仰の山として知られる。山頂には月山神社が鎮座し、多くの修験者や参拝者が訪れる。蜂子皇子が開山したと伝えられる。古くからの名では犂牛山（くろうしのやま）という。
山体の姿は山形盆地、庄内平野、最上地方からよく見える。置賜地方であっても天候が良ければ望める。豊富な残雪のため、国内では乗鞍岳や立山と共に夏スキーが可能な山としても知られる。また、山形県のスポーツ県民歌に登場し、県を代表し親しまれている山である。

## 地学
火山活動は約70万年前に始まり、最後に噴火した約30万年前には山頂部まで形成された。東側斜面には弥陀ヶ原などの湿原が点在し、比較的なだらかなのに比べ、北西側斜面には長径2.5kmの馬蹄型カルデラが開いて急峻な姿を見せ、北方に山体崩壊時の堆積物が分布する。
月山のなだらかな山容は楯状火山をイメージさせ、かつてはそう考えられてきたが、頂上付近の輝石安山岩や、爆発カルデラ地形の中にある雨告山中央火口丘の存在は成層火山の特徴であり、現在では楯状火山とは考えなくなった。
南西麓では、硬い火山岩の上に、深さ約100メートルの軟らかい火山噴出物が堆積しており、地表近くを月山の万年雪から出る大量の雪解け水が流れることにより、地滑りを誘発しやすくなっている。そのため、国土交通省の調査で広範囲な地滑りが起きる可能性があり、平成21年度より地盤の動きを止める本格的な工事に着手する予定である。

### アイスキャップの山
月山山頂一帯のなだらかな地形部には、氷河の拡張した時代に氷帽氷河（アイスキャップ）が存在していた可能性が地形学者の五百澤智也により指摘されており、四ツ谷川上流にある牛首カール3か所は、複合涵養域谷氷河のU字谷地形であり、その下部の解析谷には底堆石層の露頭が存在する。また五百澤は近世の月山での講中登山などの記録の古文書での記載に着目し、数百年前の月山では夏季にもかかわらず多量の残雪があった事にも言及しており、元禄2年（1689年）6月6日（新暦7月23日）に月山に登った松尾芭蕉が記した奥の細道での
この芭蕉の記載から、はからずも芭蕉は夏季における氷雪の記録を残してくれていると指摘している。

### 月山山麓湧水群
上述のとおり月山には万年雪および、梅雨時の大量の雪解け水が火山噴出物に大量に浸透し、山麓の多数のブナに代表される広葉樹林帯が水源林の役目を負って滞留時間400年とも言われる天然のダムを形成している。
山麓には多くの湧水があり、山麓の上水道灌漑用水の水源となっており、山形県立自然博物園で月山の自然や湧水の見学などが出来る。

## 自然
月山では高層湿原や高山植物、亜高山帯針葉樹林等の高山に見られる特殊な植物が多く見られる。スイレン科のオゼコウホネ、キク科のウサギギク等の高山性の植物や、オコジョ、イワヒバリ等の珍しい動物が確認されており、天然記念物の天然保護区域に指定されている。

## 観光

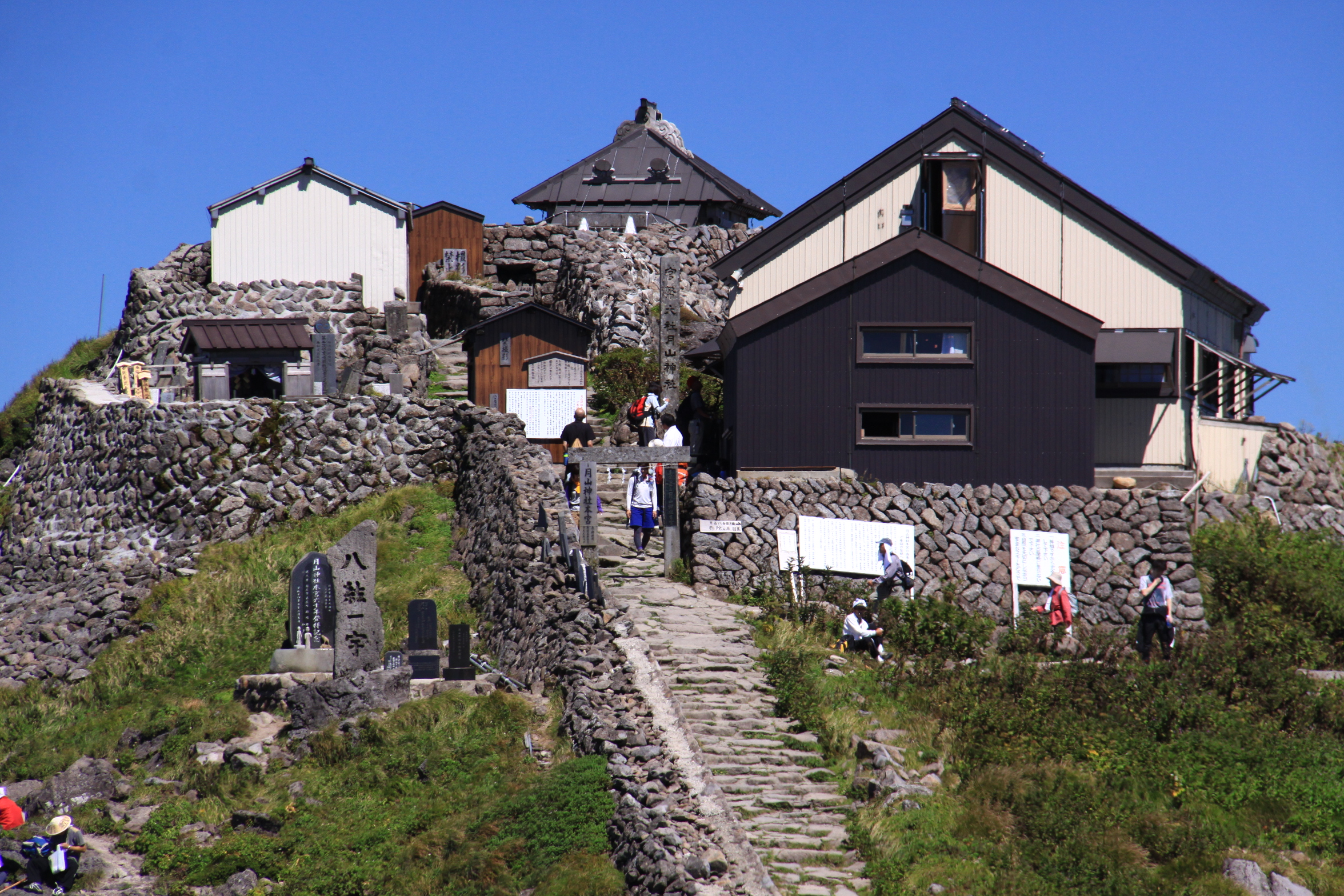
月山神社

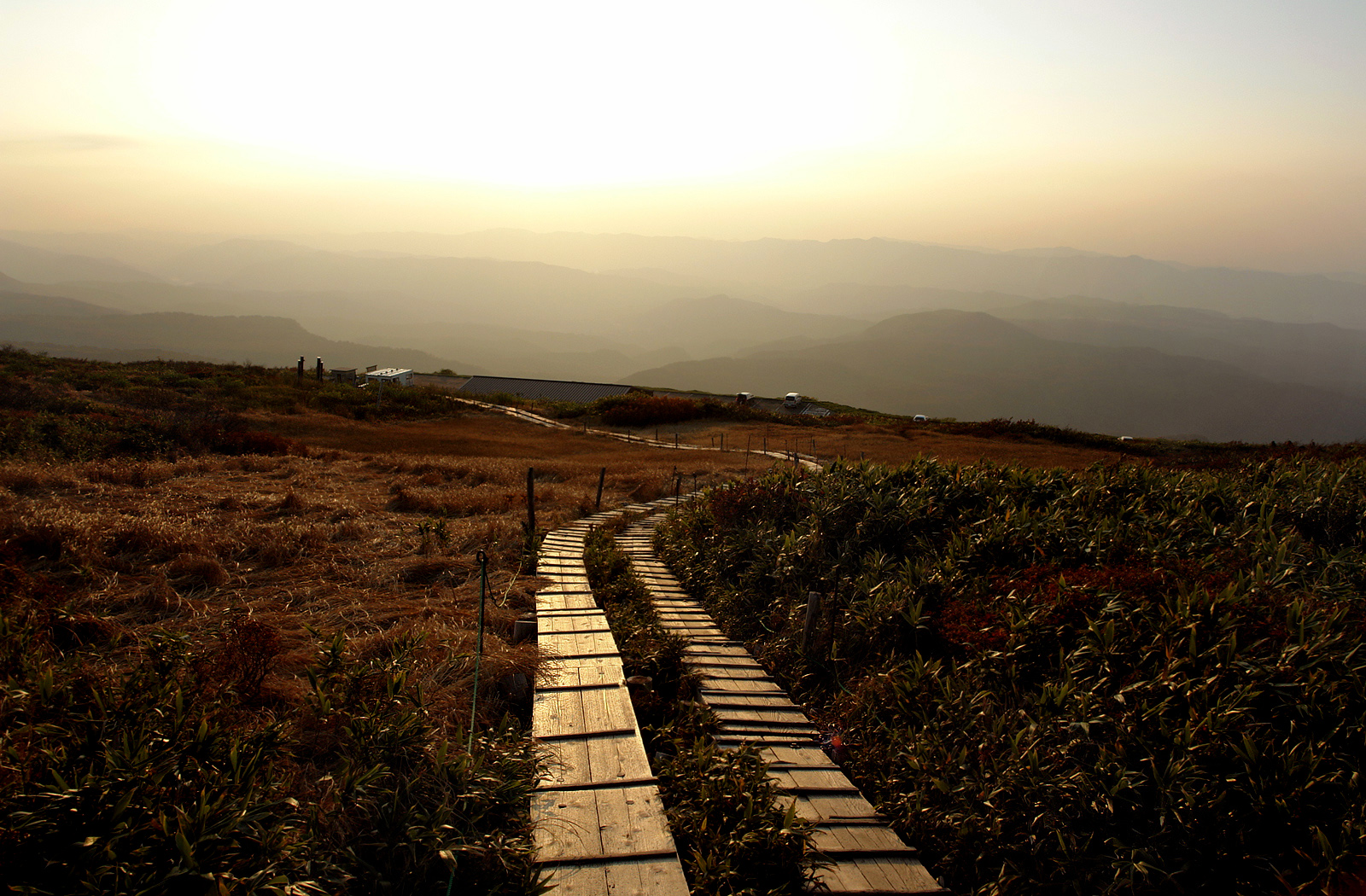
月山八合目バス停

- 月山神社 - 山頂にある神社
- 山形県立自然博物園
- 温泉
  - 月山志津温泉
  - 湯殿山温泉
  - 肘折温泉
- 月山スキー場

月山の副峰姥ヶ岳にあり冬季は閉鎖。4月上旬にオープンし、7月末頃まで夏スキーが楽しめる。冬季はリフトの運転をしていないが、スノーモービルやクロスカントリースキーなどは楽しめる。
- 道の駅 月山（月山あさひ博物村）

### 登山モデルコース
- 姥沢バス停→月山ペアリフト→姥ガ岳→牛首→月山神社→山頂→仏生池→月山八合目バス停
所要時間4時間、標高差500m。
月山ペアリフトのリフト下駅からリフトに乗って距離1km、標高差約300ｍを登り、リフト上駅へ向かう。リフトを使用しない場合は姥沢小屋の分岐で右に向かい、リフト分岐まで1時間25分を登山する。[10]

## アクセス
- 車：月山ICから国道112号線で20分（姥沢（月山スキー場）への最寄IC）
- バス：西川町営バス姥沢バス停、または庄内交通月山八合目バス停

## 月山が登場する作品
- おくのほそ道 - 松尾芭蕉
- 月山 - 森敦

## 月山にちなむ名称
- 月山 (日本刀)
- 月山 (列車) - かつて陸羽西線で運行されていた。
- 月山道路
- 月山 (力士) - 元力士で新十両時に「月山一行」を名乗った。